# Carl Zeiss Meditec
La Carl Zeiss Meditec AG è una società tedesca che opera in ambito della tecnologia medica. Fa parte del gruppo madre Carl Zeiss AG di Jena.

## Storia

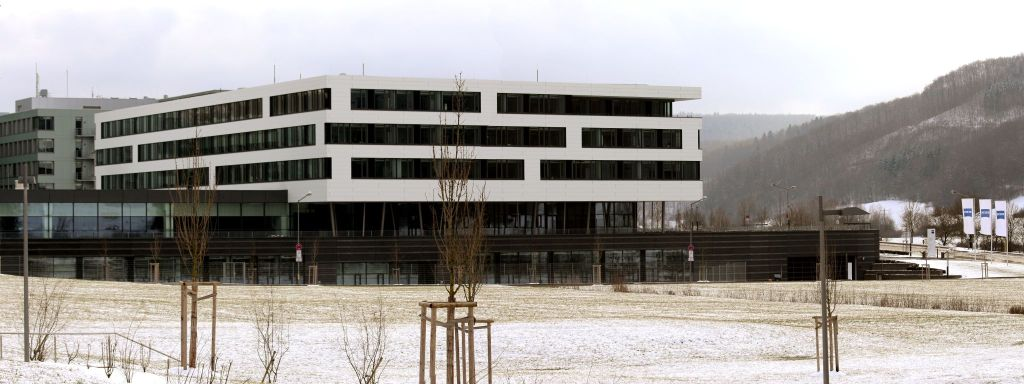
Carl Zeiss Meditec a Oberkochen

Nasce nel 2002 dalla chiusura della Carl Zeiss Ophthalmic Systems AG e Asclepion-Meditec AG, con quota societaria del 59,1% della Carl Zeiss AG. Fa parte del MDAX.
Il 21 ottobre 2004 la Carl Zeiss Meditec acquisisce la „Laser Diagnostic Technologies, Inc.“ (LDT) di San Diego (USA), operativa nel trattamento del glaucoma.
Tra il 2004 e il 2006 Carl Zeiss Meditec acquisisce la francese IOLTECH SA di La Rochelle, poi divenuta Carl Zeiss Meditec SAS. Nel 2007 entra nel gruppo la tedesca *Acri.Tec GmbH di Hennigsdorf.
Nel 2011 la *Acri.Tec GmbH diventa Carl Zeiss Surgical GmbH come la Carl Zeiss Meditec Systems GmbH e la Carl Zeiss Medical Software GmbH.
Nel 2014 Carl Zeiss Meditec acquisisce la Aaren Scientific Inc. negli USA.

## Struttura del gruppo
La società ha due grandi branche di azione: 
- Ophtalmic Devices per oculistica
- Microsurgery con microscopi per otorinolaringoiatria e neurochirurgia

Accanto alla sede di Jena, Oberkochen, Berlino e München la Carl Zeiss Meditec AG ha diverse sedi:
- Carl Zeiss Meditec Inc., Dublin (California), USA
- Aaren Scientific Inc., Ontario (California), USA
- Carl Zeiss Meditec Co. Ltd., Tokyo, JPN (51 %)
- Carl Zeiss Meditec Medikal Çözümler Ticaret ve Sanayi A.S., Ankara, Turchia
- Carl Zeiss Meditec Iberia SA, Tres Cantos, Spagna
- Carl Zeiss Meditec Asset Management Verwaltungsgesellschaft mbH, Jena, GER
- Atlantic SAS, Périgny, Francia
- Carl Zeiss Meditec Vertriebsgesellschaft mbH, Oberkochen
- Hyaltech Ltd., Livingston (Regno Unito)
- France Chirurgie Instrumentation (FCI) SAS, Parigi, Francia
- Carl Zeiss Meditec SAS, Périgny/La Rochelle, Francia
- Carl Zeiss Meditec France SAS, Marly-le-Roi, Francia